# Barbara Dennerlein
Barbara Dennerlein (ur. 25 września 1964 w Monachium) – niemiecka organistka jazzowa.

## Kariera
W wieku lat 11 zaczęła grać na organach elektronicznych. Po półtora roku pobierania lekcji kontynuowała naukę bez formalnego nauczania. W wieku 15 lat zaczęła grę w klubach jazzowych. Często była najmłodszym muzykiem w grupie. Zyskała przydomek „Tornado organów z Monachium”, który rozpowszechnił się dzięki telewizji w 1982 r.
Na pierwszym albumie znajdują się cztery jej własne tytuły. Kompozycje różnią się od tradycyjnych bluesów; są to romantyczne, melancholijne ballady z elementami swingu, bebopu, funku i rytmów łacińskich. Szybkie tempa i rytmiczne figury używa w interpretacji znanych standardów, a także w wielu własnych kompozycjach, wymagających szybkiego grania na pedale. Dennerlein często wykorzystuje zmiany metrum (np. 3 / 4 na 4 / 4), a także niekonwencjonalnych układów harmonicznych, aby dodać wyrazu swym kompozycjom.
Kiedy została wydana jej trzecia płyta „Bebab”, Dennerlein założyła Monachium własną wytwórnię, było to w 1985 roku. Otrzymała nagrodę niemieckiej krytyki jazzowej. Następnie zrobiła trzy nagrania dla Enja Records i trzy dla International Jazz Label Verve Records. Na tych nagraniach pracowała z Rayem Andersonem, Randym Breckerem, Dennisem Chambersem, Royem Hargrovem, Mitchem Watkinsem, Jeffem „Tain” Wattsem.
Dennerlein używa w swoich organach samplerów MIDI, które pozwalają uzyskać wiele ciekawych brzmień mniej lub bardziej znanych.
Po wielu projektach i po grze z renomowanymi, niekonwencjonalnymi muzykami, takimi jak Friedrich Gulda, zaczęła grać na organach piszczałkowych w 1994 roku. W 2002 roku nagrała dwa albumy jazzowe na organach kościelnych. Od 2003 roku opracowała również projekty jazzowe z orkiestrami symfonicznymi.

## Nagrody
- 1995: „German Record Critics Award” („Preis der deutschen Schallplattenkritik”) za „Take Off"
- 1995: „Jazz Award” za „Take Off” i zajął ten album pierwsze miejsce na niemieckiej liście Jazz przez kilka miesięcy i jest najlepiej sprzedającym się albumem Jazz roku w Niemczech

## Dyskografia
- 1983: Jazz Live
- 1984: Orgelspiele
- 1985: Bebab
- 1986: Days Of Wine And Roses
- 1987: Tribute To Charlie
- 1988: Straight Ahead! and Barbara Dennerlein gra klasykę
- 1989: Live On Tour
- 1990: Hot Stuff and Barbara Dennerlein Duo (Bootleg)
- 1991: (Friedrich Gulda) Mozart No End
- 1992: That's Me and Solo
- 1995: Take Off!
- 1997: Junkanoo
- 1999: Outhipped
- 2001: Love Letters
- 2002: Spiritual Movement No.1 (Church organ recording)
- 2004: In A Silent Mood
- 2005: It's Magic
- 2006: The Best Of Barbara Dennerlein
- 2007: Change Of Pace (z Orkiestrą)
- 2008: Spiritual Movement No. 2 (Na żywo z Kaiser William Memorial Church w Berlinie)
- 2010: Bebabaloo
- 2012: Spiritual Movement No. 3
- 2015: Studiokonzert (Koncert na żywo w studio nagrany na dwuścieżkowy magnetofon szpulowy)
- 2015: Christmas Soul
- 2016: My Moments